# Kållen
Kållen är en sjö i Uppvidinge kommun i Småland och ingår i Alsteråns huvudavrinningsområde. Sjön är 10 meter djup, har en yta på 0,278 kvadratkilometer och befinner sig 226 meter över havet. Kållen avvattnas av Badebodaån till Allgunnen och därifrån till Alsterån. Vid provfiske har abborre, braxen, gädda och mört fångats i sjön.

## Delavrinningsområde
Kållen ingår i delavrinningsområde (633794-147429) som SMHI kallar för Utloppet av Kållen. Medelhöjden är 256 meter över havet och ytan är 61,94 kvadratkilometer. Det finns inga avrinningsområden uppströms utan avrinningsområdet är högsta punkten. Badebodaån som avvattnar avrinningsområdet har biflödesordning 2, vilket innebär att vattnet flödar genom totalt 2 vattendrag innan det når havet efter 113 kilometer. Avrinningsområdet består mestadels av skog (79 procent). Avrinningsområdet har 1,55 kvadratkilometer vattenytor vilket ger det en sjöprocent på 2,5 procent. Bebyggelsen i området täcker en yta av 2,64 kvadratkilometer eller 4 procent av avrinningsområdet.